# 255
Cette page concerne l'année 255  du calendrier julien. Pour l'année 255 av. J.-C., voir 255 av. J.-C. Pour le nombre 255, voir 255 (nombre).
L'année 255 est une année commune qui commence un lundi.

## Événements
- Début supposé du règne de Vindhyaśakti (fin vers 275), fondateur de la dynastie Vakataka dans le nord du Dekkan (255-520)[1]. Grâce à une intelligente politique d’alliance, elle peut renforcer ses frontières septentrionales face à l’empire Gupta.

## Décès en 255
- Guanqiu Jian, général du royaume de Wei.